# La Vtornik
«La Vtornik» — российская музыкальная группа в жанре инди-поп, состоящая из Кирилла Битова (композитор) и Даниила Шайхинурова (вокал, гитара).

## История
Первые совместные записи появились в 2012 году. Записанные для друзей композиции Кирилла Битова из Самары заинтересовали Даниила Шайхинурова, выступавшего в екатеринбургской группе «Red Delishes». Даниил решил помочь улучшить звучание композиций, что вылилось в выпуск дебютного EP «Freedom and Love». Некоторое время музыканты работали удалённо, после чего Кирилл переехал в Екатеринбург. Дуэт начинает активную концертную деятельность, и в 2013 году выпускает полноформатный альбом «Love Tour», содержащий девять композиций.
2 июня 2014 года выходит второй альбом «Танцуй», состоящий из песен на русском языке. «Танцуй» входит в 20 лучших русских альбомов года по версии «Афиша Волна». Дуэт исполняет минималистичный синти-поп, отличающийся техничным исполнением, скупыми аранжировками и сдержанным исполнением. Группа набирает популярность в интернете, а также отправляется в концертный тур по пяти городам. Параллельно с этим Даниил Шайхинуров выступает в трио «Окуджав», а также работает над сольным проектом Daniel Shake.
В сентябре 2014 выходит первый профессиональный клип «La Vtornik» на песню «Мадонна 1983». Снятый другом музыкантов Денисом Петровым клип выдержан в стилистике восьмидесятых, и сделан как будто в PowerPoint на Windows 2000. В 2015 году выходят клипы «Помоги мне уснуть» и «Зацепила». В последнем отчётливо заметно влияние Ивана Дорна.
Записанные летом 2016 года демо-треки входят в последний мини-альбом дуэта — EP «Last Vtornik», вышедший в начале 2017 года. Последнее выступление дуэта проходит 13 января 2017 года в клубе «16 тонн», после чего «La Vtornik» прекращает существование. Тем не менее, уже весной 2017 года Даниил Шайхинуров запускает свой новый проект — дуэт «Мы», сейчас одну из самых популярных молодежных групп, исполняющих на русском.  
Кирилл неожиданно запел и выпустил первый сольный альбом где-то на стыке поп-музыки нулевых и ню-скул-рэпа, очень хорошо встреченный в Apple Music и VK, а также отметился виниловым электро-релизом под псевдонимом Fakundo.
В июле 2018 года Кирилл и Даниил практически без анонсирования дали концерт в Краснодаре, там же было принято решение выпустить новую совместную песню, реанимировав одну из демо-записей, не вошедших в альбомы и EP. Сингл «Продолжение следует» вышел 3 августа и сразу попал в первые строчки самых популярных плейлистов Apple Music.

## Состав
- Кирилл Битов — композитор, автор, музыка
- Даниил Шайхинуров — вокал, гитара

## Дискография

### Альбомы
- EP «Freedom and Love» (2012)
- «Love Tour» (2013)
- «Танцуй» (2014)
- EP «Last Vtornik» (2017)

### Синглы
- «Freedom & Love» (2012)
- «Tonight» (2013)
- «Все теперь знают» (2014)
- «Помоги мне уснуть» (2015)
- «Зацепила» (2015)
- «Кислей» (2016)
- «Продолжение следует» (2018)
- «Ananas (2013)» (2025)
- «Зебра (2014)» (2025)